# Feral (comics)
Feral est une mutante appartenant à l'univers de Marvel Comics. Elle est apparue pour la première fois dans New Mutants vol.1 #99.
Feral est un personnage qui a balancé entre bien et mal. Elle était un peu la contrepartie de Félina et Wolverine.

## Biographie du personnage
Maria Callasentos (Feral) est la sœur de Thornn. Battues par leur beau-père, Feral le tua et cacha son corps. Quand sa mère cocaïnomane l'apprit, elle se vengea en tuant les pigeons élevées par les deux jeunes filles. Prise d'une crise de rage, Feral tua cette fois-ci sa propre mère. On suppose qu'elle provoqua aussi la mort de son jeune frère, tombé d'un toit, et de son autre sœur, poussée dans les escaliers.
Elles furent obligées de quitter leur foyer et de vivre avec les Morlocks jusqu'à ce que Masque les prenne en chasse. Maria Callasantos rejoignit le groupe X-Force de Cable et y resta jusqu'à ce qu'elle les trahisse et n'intègre le Front de libération mutant.
Quand la police de New York captura Thornn, Feral refit surface. Thornn apprit à Rocket que sa sœur avait tué leur beau-père. Rocket aida à arrêter Feral et elle échoua en prison, où elle contracta le virus Legacy. On ignore si elle fut relâchée ou si elle s'échappa, mais on la revit quelque temps plus tard, en train d'essayer de voler l'isotope E au Maître de l'évolution.
On la revit plus tard au sein des Hellions de King Bedlam. Le groupe de criminels tenta de voler l'Armaggedon Man. Lors de l'affrontement, elle blessa Cyrène à la gorge.
Après avoir été guérie du virus, Feral fit la paix avec sa sœur et tenta de revenir du bon côté. Elles furent recrutées par la X-Corporation de Mumbai, avec Warpath et Feu du soleil. L'équipe sauva le Professeur Xavier d'une tentative d'assassinat orchestrée par Lilandra qui pensait encore que Charles était Cassandra Nova.
Elle disparut ensuite de la circulation.
On ne la revit qu'après le M-Day, quand 98 % des mutants de la planète perdirent leur pouvoir après que la Sorcière Rouge n'altère la réalité. Feral et Thornn firent partie des mutants ayant perdu leur pouvoir. On la revit pourtant avec son apparence de mutante. Il semble toutefois qu'elle n'a pas récupéré son gène X et ses pouvoirs ; Feral a été tuée au complexe de l'Arme X : lors d'un affrontement contre Dents de sabre, elle fut brutalement éventrée.

## Pouvoirs et capacités
- Feral était une mutante aux attributs félins. Couverte de fourrure orangée, elle possédait d'excellents sens de perception (ouïe, vision, odorat). Ses yeux en amande lui permettaient de mieux discerner les choses dans l'obscurité et ses oreilles pointues percevaient des ondes non accessibles aux oreilles humaines.
- Sa vitesse et son agilité dépassaient les standards humains.
- Feral possédait des crocs, des griffes et une queue préhensile.